# Johannes Bobrowski
Johannes Bobrowski (ur. 9 kwietnia 1917 w Tylży, zm. 2 września 1965 w Berlinie) – niemiecki poeta, prozaik i eseista.

## Życiorys
Urodził się jako Johannes Konrad Bernhard Bobrowski w Tylży w rodzinie kolejarza. W 1925 r. przeniósł się do Rastemborka, a w 1928 r. do Królewca, gdzie ukończył gimnazjum o profilu humanistycznym (był uczniem m.in. Ernsta Wiecherta). Wstąpił do NSDAP, co było warunkiem uzyskania świadectwa maturalnego. W 1937 r. zapisał się na historię sztuki w Berlinie. Jako członek Kościoła Wyznającego miał kontakty z opozycją antynazistowską w III Rzeszy. W czasie II wojny światowej służył w wojsku w randze kaprala, walcząc przeciwko Polsce, Francji i ZSRR. Wzięty do sowieckiej niewoli do 1949 r. pracował w kopalni węgla. Po wyjściu z niewoli osiadł w Berlinie Wschodnim jako obywatel NRD. Pracował jako redaktor w wydawnictwie literatury dziecięcej. Wydawany w NRD i RFN. W 1962 r. uhonorowany Nagrodą Literacką Grupy 47. Skutkiem popularności jego twórczości w obu państwach niemieckich było m.in. to, że cały czas pozostawał pod obserwacją służby bezpieczeństwa. W 1963 r. został członkiem enerdowskiego Niemieckiego Związku Pisarzy (Deutscher Schriftstellerverband, DSV), czego dotąd unikał. Od 1964 r. członek wschodnioniemieckiego PEN Clubu. W 1965 r. otrzymał Nagrodę Henryka Manna Akademii Sztuki NRD (Akademie der Künste der DDR – Akademie der Künste). Umarł na zapalenie wyrostka robaczkowego. Pochowany na cmentarzu Christophorus (Christophorus-Friedhof) w berlińskim Friedrichshagen.

## Dzieła
W swojej twórczości odwoływał się do wspólnoty kulturowej, dziejowej i językowej narodów Europy Wschodniej: Niemców, ludów bałtyckich i słowiańskich.

### Poezja
Wydana w wyborze Eugeniusza Wachowiaka pt. Wiersze, 1976.
- Sarmatische Zeit, 1961
- Schattenland Ströme, 1962
- Wetterzeichen, 1967
- Im Windgesträuch. Gedichte aus dem Nachlaß, 1970

### Proza
- Levins Mühle. 34 Sätze über meinen Großvater, powieść, 1964; tłum. pol. Młyn Lewina: 34 zdania o moim dziadku, 1967
- Casimir Ulrich Boehlendorff|Boehlendorff und andere, 1965
- Mäusefest und andere Erzählungen, opowiadania, 1965; tłum. pol. Uczta myszy i inne opowiadania, 1968
- Litauische Claviere, powieść, 1966; tłum. pol. Litewskie klawikordy, 1969
- Der Mahner, opowiadania, 1968

### Opracowania
- Wer mich und Ilse sieht im Grase. Deutsche Poeten des 18. Jahrhunderts über die Liebe und das Frauenzimmer, 1964
- Literarisches Klima – Ganz neue Xenien, doppelte Ausführung, 1978
- Hans Clauerts wunderseltsame, abenteuerliche und unerhörte Geschichten, kurzweilig und sehr lustig zu lesen, 1983

## Opracowania
- Gerhard Wolf: Johannes Bobrowski – Leben und Werk, Berlin 1967
- Gerhard Wolf: Beschreibung eines Zimmers – 15 Kapitel über Johannes Bobrowski, 1972
- Gerhard Rostin (Hrsg.): Ahornallee 26 oder Epitaph für Johannes Bobrowski, 1978
- Bernd Leistner: Johannes Bobrowski – Studien und Interpretationen, Berlin 1981